# Desmond Doss
Desmond Thomas Doss (ur. 7 lutego 1919 w Lynchburgu, zm. 23 marca 2006 w Piedmont) – żołnierz Armii Stanów Zjednoczonych, pierwszy człowiek w historii Stanów Zjednoczonych odmawiający walki oraz dotykania broni (tzw. obdżektor), który jako sanitariusz otrzymał Medal Honoru. Podczas dokonywania heroicznych czynów, za które został odznaczony Medalem Honoru, miał stopień starszego szeregowego. Służbę pełnił w Medycznym Korpusie 307 Pułku, 77 Dywizji Piechoty.

## Życiorys

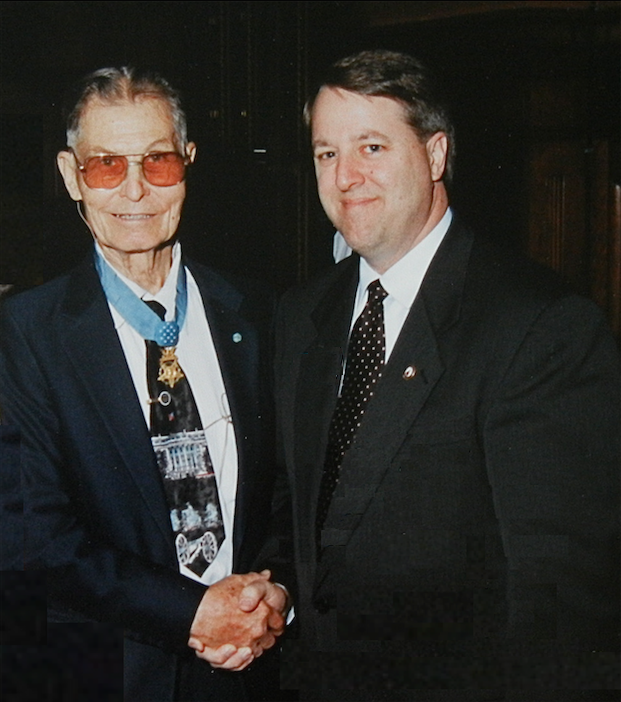
Na Kapitolu w 2000 r.

Urodził się w Lynchburgu w stanie Wirginia w Stanach Zjednoczonych. Był synem stolarza Williama Thomasa Dossa i Berthy E. (Oliver) Doss.
Do wojska został powołany w kwietniu 1942 i tego samego roku w Richmond wziął ślub z Dorothy Pauline Schutte na przepustce w trakcie szkolenia, przed wyjazdem na front. Z powodów światopoglądowych – był adwentystą dnia siódmego – odmówił dotykania broni podczas walki oraz zabijania przeciwników. Przez całą służbę wojskową podczas II wojny światowej był sanitariuszem, ratując życie wielu żołnierzy, zarówno rodaków, jak i z armii wroga. Przez cały czas był wierny swoim przekonaniom religijnym.

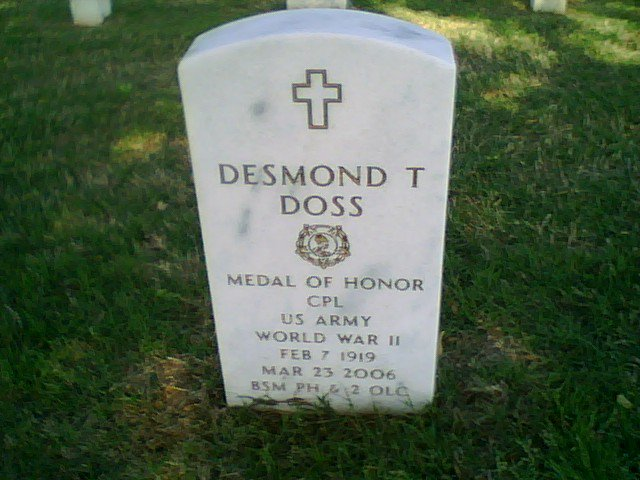
Grób Desmonda Dossa

Był trzykrotnie ranny w maju 1945 roku. Krótko przed opuszczeniem armii zdiagnozowano u niego gruźlicę (w wyniku choroby i odniesionych ran stracił jedno płuco). Zwolniony ze służby wojskowej w 1946 roku przez pięć lat poddawany był leczeniu.
Zmarł (miał problemy z oddychaniem) w roku 2006 w swoim domu w Piedmont w stanie Alabama. Został pochowany jako bohater wojenny w asyście wojskowej na cmentarzu w Chattanooga, w stanie Tennessee.

## Wiara
Desmond Doss był wiernym wyznawcą Kościoła Adwentystów Dnia Siódmego. Do Kościoła Adwentystów należała matka Desmonda, Bertha E. Doss, a ojciec został adwentystą w późniejszym czasie. Chrzest przez zanurzenie Desmond przyjął w młodym wieku. Był bardzo aktywny w życiu Kościoła, co wiązało się m.in. z dużym poszanowaniem i studiowaniem Pisma Świętego.
Doss nie rozstawał się ze swoją Biblią i studiował ją nawet w najgorszych momentach. Traktował sobotę jako siódmy dzień tygodnia, uświęcony przez Boga, często określany mianem szabatu, i odmawiał wykonywania w tym czasie pracy. Z tego powodu wielokrotnie doświadczał szykan i wyznaczano mu wykonywanie karnych zadań podczas szkolenia wojskowego. Nie wzbraniał się jednak w tym dniu ratować ludzi. Główna walka na Okinawie, przedstawiona w filmie Mela Gibsona Przełęcz ocalonych, miała miejsce właśnie w sobotę, 5 maja 1945 r.
Desmond był też, jak spora część adwentystów, wegetarianinem, co wiązało się w jego wypadku z wrażliwością na cierpienie. Stosował się do zachęty Kościoła Adwentystów Dnia Siódmego, by nie angażować się w bezpośrednią walkę. Choć stanowisko Kościoła nie jest sztywne dla członków Kościoła, to daje wskazówki, pozostawiając poszczególnym jednostkom swobodę w kwestii własnej oceny swojej sytuacji.

## Biblia Desmonda
Traktował religię jako najważniejszą sprawę życia i był w pełni zaangażowanym chrześcijaninem regularnie czytającym Biblię i uważającym, że jest ona Słowem Bożym, szczególnie w odniesieniu do Dziesięciu Przykazań, ważnym niezależnie od okoliczności.
W czasie walk miał przy sobie Biblię podarowaną mu po ślubie przez żonę Dorothy z oznaczonym przez nią wierszem 1 Listu do Koryntian 10,13, który stanowił niejako motto jego służby wojskowej: „Dotąd nie przyszło na was pokuszenie, które by przekraczało siły ludzkie; lecz Bóg jest wierny i nie dopuści, abyście byli kuszeni ponad siły wasze, ale z pokuszeniem da i wyjście, abyście je mogli znieść”. Ulubionymi fragmentami Desmonda były Psalmy 91 i 93.
W Biblii podarowanej mu przez żonę znajdował się list od niej:
Najdroższy Desmondzie!
Gdy będziesz czytał i studiował bezcenne obietnice znajdujące się w Słowie Bożym, w tej małej Biblii, obyś otrzymał siłę we wszelkich trudnościach, jakie mogą Cię spotkać.
Niech Twoja wiara w Boga przyniesie Ci pocieszenie i da pokój serca, abyś nigdy nie był smutny ani samotny, choćby przyszłość wydawała się najciemniejsza.
Jeśli nie spotkamy się więcej na tej ziemi, mamy pewność, że będziemy w niebie. Niech Bóg w swojej łasce sprawi, abyśmy byli tam razem.
Twoja kochająca żona – Dorothy
Biblia ta zaginęła w dżungli pod koniec kampanii na Okinawie, lecz została odnaleziona dzięki poszukiwaniu całej kompanii, po czym odesłana do jego domu, gdzie została odebrana przez żonę. Pomimo śladów przemoczenia, pozostała w dość dobrym stanie, a lekcja szkoły sobotniej na 26 maja 1945 r. została włożona tam, gdzie Doss ją zostawił (został ranny 21 maja).

## Kultura
Historia Desmonda Dossa znalazła kilka odniesień w kulturze. Już w kwietniu 1946 na łamach 48. numeru „True Comics Issue” został opublikowany komiks „Hero Without a Gun” (pol. Bohater bez broni)
W 1967 ukazała się książka The Unlikeliest Hero: The Story of Desmond T. Doss autorstwa Bootona Herndona (pol. Nietypowy Bohater, Wyd. Znaki Czasu 1991). W 2005 biografię Dossa wydała jego druga żona, Frances M. Doss (Desmond Doss: Conscientious Objector, pol. Szeregowiec Doss, Wyd. Znaki Czasu 2016).
Historia Dossa została przedstawiona w filmie dokumentalnym Terry’ego Benedicta The Conscientious Objector (2004).
Losy Dossa pokazuje także film pełnometrażowy Mela Gibsona Przełęcz ocalonych (Hacksaw Ridge, 2016), w którym główną rolę zagrał Andrew Garfield.
Nad dziedzictwem Desmonda Dossa oraz prawami autorskimi do historii i zdjęć czuwa „Desmond Doss Council” powołana w 2000.

## Odznaczenia

### Spis odznaczeń
- Medal Honoru Kongresu

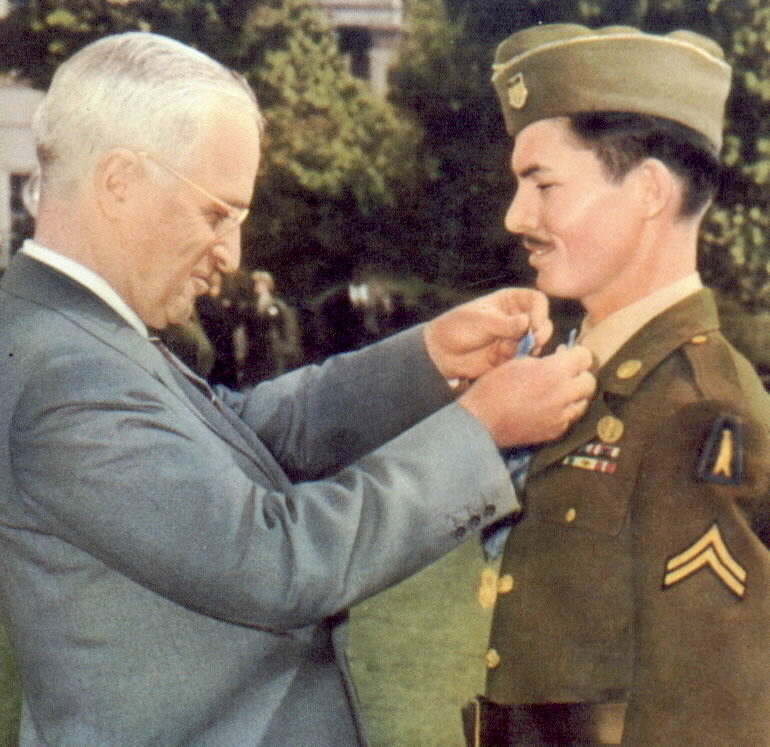
Ceremonia wręczenia medalu przez prezydenta USA Harry’ego Trumana

- Brązowa Gwiazda z brązowym liściem dębu i literą „V”[21]
- Purpurowe Serce z dwoma brązowymi liśćmi dębu
- Medal za Dobre Zachowanie
- Medal Kampanii Amerykańskiej
- Medal Kampanii Azji-Pacyfiku z grotem i trzema brązowymi gwiazdami
- Medal Zwycięstwa w II Wojnie Światowej
- Medal Wyzwolenia Filipin z brązową gwiazdą
- Presidential Unit Citation
- Meritorious Unit Commendation
- Combat Medical Badge

### Odznaczenie Medalem Honoru
Informacja prasowa o awansie dla Desmonda Dossa do stopnia kaprala oraz o odznaczeniu go Medalem Honoru miała następujące brzmienie:
„Odmawiający ze względów moralnych posługiwania się bronią, przydzielony do Korpusu Medycznego Armii Stanów Zjednoczonych, szeregowy Desmond T. Doss z Lynchburga w Wirginii wykazał się tak niezwykłą odwagą i niezłomnym męstwem, pomagając swym rannym kolegom podczas ciężkiej kampanii na Okinawie, że jak podało dzisiaj Ministerstwo Wojny, został odznaczony Medalem Honoru.
Najwyższe odznaczenie naszego kraju otrzymał dwudziestosześcioletni żołnierz, który choć nie nosił broni, dał tyle dowodów heroizmu na polach bitew na wyspach Guam, Leyte i Okinawa, że jego nazwisko stało się symbolem bezprzykładnej odwagi w 77 dywizji piechoty spod znaku Statuy Wolności”.
Order został przekazany kapralowi Dossowi przez prezydenta Trumana w Białym Domu, 12 grudnia.
Cytat z ceremonii odznaczenia Medalem Honoru
Ranga i jednostka:
Szeregowy Armii Stanów Zjednoczonych, Korpus medyczny 307 pułku piechoty, 77 dywizji piechoty.
Miejsce i data zdarzenia: W pobliżu Urasoe Mura, Okinawa, wyspy Riukiu, 29 kwietnia – 21 maja 1945.
Rozpoczął służbę w: Lynchburg, w stanie Wirginia.
Urodzony: Lynchburg, w stanie Wirginia.
G.O. No.: 97, 1 Listopada 1945.
Szeregowy Desmond T. Doss był sanitariuszem kompanii 307 pułku piechoty w czasie, gdy 1 batalion tego pułku szturmował niedostępne, 130-metrowe urwisko.
Gdy nasze oddziały osiągnęły szczyt urwiska, napotkały zmasowany opór artylerii, moździerzy i karabinów maszynowych, wskutek czego około siedemdziesięciu pięciu ludzi zostało rannych, a pozostali byli zmuszeni wycofać się. Szeregowy Doss, zamiast ratować się ucieczką, pozostał na silnie ostrzeliwanym szczycie wraz z wieloma rannymi, wynosząc ich z pola bitwy na brzeg urwiska, a potem spuszczając kolejno po linie na dół, gdzie mogli otrzymać pomoc ze strony kolegów.
2 maja na tym samym urwisku, wystawiony na ogień z broni palnej i moździerzy, ratował człowieka leżącego 200 metrów w głębi przedpola. Dwa dni później ocalił czterech ludzi podczas ataku na silnie strzeżoną grotę, podchodząc do nich pod nawałnicą granatów ręcznych na odległość dziesięciu metrów od wejścia groty, gdzie opatrzył ich, a potem wyniósł w bezpieczne miejsce, czterokrotnie pokonując tę samą drogę.
5 maja, nie zważając na ogień nieprzyjaciela, spieszył na pomoc rannemu oficerowi artylerii. Założył opatrunek, zaciągnął rannego do zagłębienia terenu, by dać mu ochronę przed ostrzałem z broni ręcznej, i wśród wybuchów pocisków armatnich podawał osocze, sam będąc nieosłoniętym przed kulami nieprzyjaciela. Tego samego dnia, gdy ranny żołnierz padł kilkanaście metrów od nieprzyjacielskich pozycji, udzielił mu pomocy i niósł przez odcinek około 100 metrów pod ciągłym ostrzałem.
21 maja w czasie nocnego ataku na ufortyfikowane wzniesienie w pobliżu Shuri pozostał na przedpolu, podczas gdy reszta kompanii wycofała się i ukryła. Ryzykując, że może zostać wzięty za japońskiego żołnierza chcącego przedostać się na teren amerykańskiego oddziału, niósł pomoc potrzebującym, dopóki sam nie został ciężko ranny w nogi na skutek eksplozji granatu. Zamiast przywołać innego sanitariusza, sam próbował opatrzyć sobie rany i czekał pięć godzin, aż noszowi dotarli do niego i zabrali go na tyły.
W drodze zostali zaskoczeni atakiem nieprzyjacielskiego czołgu, a szeregowy Doss, widząc leżącego ciężko rannego w głowę żołnierza, zwlekł się z noszy i polecił noszowym, by najpierw zajęli się tym człowiekiem. Czekając na ich powrót, otrzymał kolejną ranę. Tym razem kula snajpera ugodziła go w ramię, powodując skomplikowane złamanie kości. Okazując najwyższy hart ducha, z pomocą kolegi przywiązał łożysko karabinu do swej złamanej ręki, by ją unieruchomić, i w takim stanie czołgał się jeszcze około 300 metrów po pobojowisku w kierunku stacji medycznej.
Dzięki swemu bezprzykładnemu męstwu i niezłomnej woli w obliczu skrajnie niebezpiecznych warunków szeregowy Doss uratował życie wielu ludzi. Jego nazwisko stało się w 77 dywizji piechoty symbolem waleczności i poświęcenia sięgającego daleko poza granice obowiązku.

## Pomniki

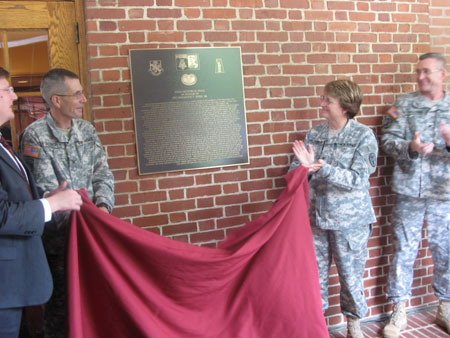
Odsłonięcie tablicy honorowej

Rząd Stanów Zjednoczonych wzniósł po wojnie dwa pomniki na szczycie urwiska. Jedna tablica jest w języku angielskim, druga w japońskim. Oryginalne tablice z brązu zostały później skradzione. Zastąpiono je tablicami marmurowymi.
Szer. Desmond T. Doss, adwentysta dnia siódmego, sanitariusz 77 dywizji piechoty, otrzymał Honorowy Order Kongresu za zasługi w bitwie o Urwisko Maeda. Szeregowy Doss, gdy jego oddział już został wycofany, pozostał na szczycie urwiska po to, by ratować rannych; 75 z nich wyniósł na brzeg urwiska i opuścił w dół na linie.